# 東塞里多
東塞里多（葡萄牙語：Seridó Oriental）是巴西東北部北里約格朗德州中波蒂瓜爾中區的一個小區。

## 市鎮
東塞里多下轄以下的市鎮：
- 阿卡里
- 卡纳乌巴杜什丹塔什
- 克鲁泽塔
- 新庫賴斯
- 赤道镇
- 雅尔丁-杜塞里杜
- 歐魯布蘭庫
- 圣安娜-杜塞里多
- 圣若泽-杜塞里多